# Ministerio de Cultura (Francia)
Ministerio de Cultura (francés: Ministère de la Culture) es un ministerio de Francia responsable del patrimonio cultural en el país, así como instituciones relacionadas como museos, bibliotecas o monumentos. Su objetivo principal es mantener una conocida como política cultural francesa, a través de la promoción y protección de las distintas artes (visual, plástica, teatral, musical, danza, arquitectura, literatura, televisión y cinematografía) tanto en el país como en el resto del mundo. Su presupuesto se dedica principalmente a la gestión de los Archivos Nacionales (seis sedes nacionales y cien instalaciones descentralizadas) y las organizaciones regionales conocidas como centros culturales (Maison de la culture).
Su sede principal se encuentra en el Palais-Royal, en el I distrito de París, en la Rue de Valois.  El responsable es el ministro de cultura, parte del gobierno de Francia. El actual titular es Rachida Dati desde el 11 de enero de 2024.

## Historia
Anteriormente, estas funciones las ejercía un ministro, un secretario de estado o un director de bellas artes bajo la autoridad del Ministerio de Instrucción Pública. No solo era responsable de las cuatro bellas artes (arquitectura, pintura, escultura y grabado), sino también de música, danza, circo, arte callejero, cine, teatro, ópera, artes decorativas, monumentos históricos, así como todas las escuelas correspondientes.
El Ministerio de Cultura, que anteriormente entre 1997 y 2017 fue el «Ministerio de Cultura y Comunicación», fue creado después de la constitución de la V República en 1958 bajo la presidencia de Charles de Gaulle. El decreto 59-212 del 3 de febrero de 1959 transfiere al escritor André Malraux, ministro de Estado, los poderes del ministro de Educación Nacional con la dirección general de Artes y Letras, la dirección de Arquitectura, la Dirección de los Archivos de Francia, la Alta Comisión de Juventud y Deportes, responsables de las actividades culturales. El 24 de julio por el decreto 59-889 se nombra a André Malraux como ministro del nuevo «Ministerio de Asuntos Culturales» (Ministère des Affaires culturelles). Aunque se criticó a Malraux por no enriquecer la vida cultural, destinó un presupuesto importante para hacer una cultura francesa popular, invirtiendo en proyectos importantes para el cine, música y museos de Francia.

Le ministère chargé des affaires culturelles a pour mission de rendre accessibles les œuvres capitales de l’humanité, et d’abord de la France, au plus grand nombre possible de Français ; d’assurer la plus vaste audience à notre patrimoine culturel, et de favoriser la création des œuvres d’art et de l’esprit qui l’enrichissent.
La misión del ministerio responsable de los asuntos culturales es hacer que las obras esenciales de la humanidad, en primer lugar Francia, sean accesibles al mayor número de franceses posible; para asegurar la audiencia más amplia posible para nuestro patrimonio cultural y para alentar la creación de obras de arte y espíritu que lo enriquezcan.
Decreto del 24 de julio de 1959.

## Ministros de Cultura
Las siguientes personas fueron nombradas como ministro de cultura en Francia:
- Febrero 1959: André Malraux
- Junio 1969: Edmond Michelet
- Octubre 1970: André Bettencourt
- Enero 1971: Jacques Duhamel
- Abril 1973: Maurice Druon
- Marzo 1974: Alain Peyrefitte
- Junio 1974: Michel Guy
- Agosto 1976: Françoise Giroud
- Marzo 1977: Michel d'Ornano
- Abril 1978: Jean-Philippe Lecat
- Marzo 1981: Michel d'Ornano
- Mayo 1981: Jack Lang
- Marzo 1986: François Léotard
- Mayo 1988: Jack Lang
- Marzo 1993: Jacques Toubon
- Mayo 1995: Philippe Douste-Blazy
- Junio 1997: Catherine Trautmann
- Marzo 2000: Catherine Tasca
- Mayo 2002: Jean-Jacques Aillagon
- Marzo 2004: Renaud Donnedieu de Vabres
- Mayo 2007: Christine Albanel
- Junio 2009: Frédéric Mitterrand
- Mayo 2012: Aurélie Filippetti
- Agosto 2014: Fleur Pellerin
- Febrero 2016: Audrey Azoulay
- Mayo 2017: Françoise Nyssen
- Octubre 2018: Franck Riester
- Julio 2020: Roselyne Bachelot
- Mayo 2022: Rima Abdul-Malak
- Enero 2024: Rachida Dati

## Antiguos nombres del actual Ministerio de Cultura.
Dado que la última constitución francesa de 1958 no identifica ministros específicos, cada gobierno puede etiquetar a cada ministerio como lo desee, o incluso tener un ministerio más amplio a cargo de varios sectores. Por lo tanto, el ministerio actual tuvo varios nombres en función del programa político de cada gobierno:
| - 1959: Ministère des Affaires culturelles - 1974: Ministère des Affaires culturelles et de l'Environnement - 1974: Secrétariat d'État à la Culture - 1976: Ministère de la Culture et de l'Environnement - 1978: Ministère de la Culture et de la Communication - 1981: Ministère de la Culture - 1986: Ministère de la Culture et de la Communication - 1988: Ministère de la Culture, de la Communication, des Grands Travaux et du Bicentenaire | - 1991: Ministère de la Culture et de la Communication - 1992: Ministère de l'Éducation nationale et de la Culture - 1993: Ministère de la Culture et de la Francophonie - 1995: Ministère de la Culture - 1997: Ministère de la Culture et de la Communication - 2017: Ministère de la Culture |

## Organización
El Ministerio de Cultura está compuesto por una administración central y dispone de tres tipos de direcciones y servicios descentralizados para llevar a cabo su labor: las direcciones regionales de asuntos culturales, los organismos públicos y los servicios de competencia nacional.

### Secretaría General
- Ciclo de Altos Estudios de la Cultura
- Delegación de Información y Comunicaciones
- Departamento de Acción Territorial
- Departamento de Programación e Instalaciones
- Departamento de Estrategia e Instalaciones
- Servicio de Asuntos Financieros y Generales
- Subdivisión de Asuntos Jurídicos e Internacionales
- Servicio de Coordinación de Políticas Culturales e Innovación
- Servicio de Recursos Humanos
- Bajo la dirección de los sistemas de información

### Dirección General de Patrimonio
- Departamento de Asuntos Europeos e Internacionales
- Departamento de Comunicaciones
- Departamento de Formación Científica y Técnica
- Departamento de Política Pública
- Departamento de Dirección de Investigación Política
- Departamento de Sistemas de Información Patrimonial
- Inspección de los patrimonios
- Misión de seguridad, protección y accesibilidad
- Servicio de Arquitectura
- Servicio Interministerial de Archivos de Francia
- Servicio de Museos de Francia
- Servicio de Patrimonio
- Bajo la dirección de Asuntos Financieros y Generales

### Dirección General de Creación Artística
- Delegación para el baile
- Delegación a la música
- Delegación para la fotografía
- Delegación en el teatro
- Misión de la comunicación
- Inspección de la creación artística
- Servicio de Artes Plásticas
- Subdirección de Empleo, Educación Superior e Investigación
- Subdirección de Difusión Artística y Pública
- Subdirección de Asuntos Financieros y Generales

### Dirección General de Medios de Comunicación e Industrias Culturales
- Departamento de Asuntos Financieros y Generales
- Servicio de Libros y Lectura
- Servicio de Medios de Información
- Subdirección de Desarrollo de la Economía Cultural

### Delegación a la lengua francesa y a las lenguas de Francia
- Oficina de Asuntos Generales y Financieros
- Misión desarrollo y enriquecimiento del idioma
- Misión empleo y difusión de la lengua francesa
- Misión idiomas de Francia y Ultramar
- Misión lenguas y digital
- Misión de sensibilización y desarrollo del público

### Direcciones regionales de asuntos culturales (DRAC)
- Drac Auvergne - Ródano-Alpes
- Drac Bourgogne-Franche-Comté
- Drac Bretagne
- Drac Centre-Val de Loire
- Drac Corse
- Drac Grand Est
- Dac Guadalupe
- Dac Guayana
- Drac Hauts-de-France
- Drac Île-de-France
- Dac Martinique
- Dac Mayotte
- Drac Normandie
- Drac Nouvelle-Aquitaine
- Misión de Asuntos Culturales de Nueva Caledonia
- Drac Occitanie
- Dac La Reunión
- Drac Pays de la Loire
- Drac Provence-Alpes-Côte d'Azur
- DCSTEP San Pedro y Miquelón
- Misión de Asuntos Culturales de la Polinesia Francesa

### Servicios dependientes del Ministerio
- Oficina del Gabinete
- Colegio de deontología
- Comité de Historia del Ministerio de Cultura e Instituciones Culturales
- Comisión de Recolección de Depósitos de Obras de Arte
- Consejo Nacional de Cultura Científica, Técnica e Industrial
- Consejo Nacional de Educación Superior e Investigación Artística y Cultural
- Consejo Nacional de Investigación Arqueológica
- Consejo de la Orden de las Artes y las Letras
- Consejo Superior de Archivos
- Consejo Superior de Propiedad Literaria y Artística
- Responsable de la protección de datos
- Consejo Superior de Educación Artística y Cultural
- Inspección General de Asuntos Culturales
- Persona responsable del acceso a los documentos administrativos y de las cuestiones relativas a la reutilización de la información pública (PRADA)
- Oficina del Oficial Superior de Defensa y Seguridad

## Presupuesto
El presupuesto dedicado a la cultura representó el 1 % del total asignado por el gobierno de Francia en 2007.